# Koenzym Q10

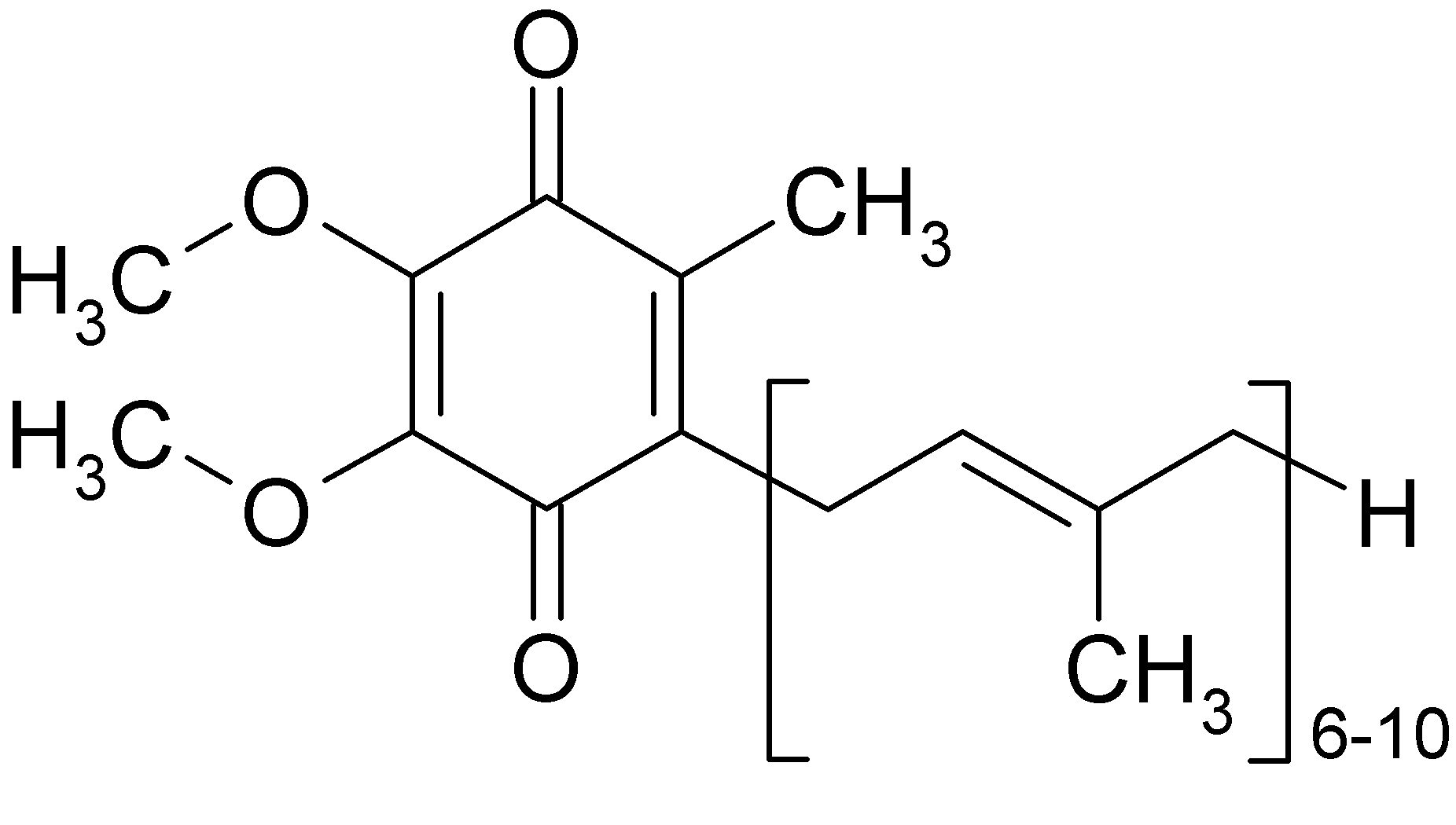
Obecný vzorec konenzymů Q_{n} (ubichinonů)

Koenzym Q10 (také ubichinon, ubidekarenon, koenzym Q), zkracovaný CoQ10, CoQ, Q10, je druh (benzo)chinonu fungující jako koenzym. Q značí chinonovou funkční skupinu a číslo 10 počet isoprenylových podjednotek.

## Pohled do historie
Za výzkum koenzymu Q10 byla v roce 1978 Angličanu Peteru Mitchellovi udělena Nobelova cena. Pro potřeby teoretických vědeckých pracovníků, lékařů, nutričních specialistů a dalších odborníků pracuje International Coenzyme Q10 Association.

## Výskyt a funkce
Tato sloučenina je funkčně podobná vitamínům a je obsažena ve většině lidských buněk, vyjma červených krvinek a buněk v čočce, kterým chybí mitochondrie. Koenzym Q10 významně přispívá ke konverzi energie z potravy do chemické energie ATP. Nejvíce Q10 tedy obsahují srdce, plíce, játra, tedy orgány s největšími požadavky na energii.
Q10 má dvě základní funkce. Jednak pomáhá v přeměnách v elektronovém transportním řetězci na membráně mitochondrií, například u akceptoru zvaného cytochrom bc1. Za druhé slouží jako antioxidant v mitochondriích a lipidových membránách, brání tyto struktury před volnými radikály. Koenzym Q10 je z části syntetizován v těle, z části je přijímám potravou. S věkem klesá podíl vlastní syntézy. V orgánech dochází k poklesu tkáňové koncentrace Q10.

## Q10 a stárnutí
Stárnutí bývá spojováno s poklesem Q10 v mitochondriálním obsahu Mitochondriální respirační řetězec je mocným zdrojem volných kyslíkových radikálů. Tyto reaktivní kyslíkové sloučeniny indukují mutace mitochondriální DNA, což mimo jiné vede k narušení produkce energie. Jelikož Q10 je integrální součástí respiračního řetězce, nachází se tedy přímo u zdroje volných kyslíkových radikálů, je jeho antioxidační kapacita velmi důležitá pro celkovou antioxidační kapacitu mitochondrie

## Q10 a kardiovaskulární choroby

### Srdeční selhání
Q10 má přímý antiaterogenní efekt. Na zvířecím modelu byla suplementace Q10 schopna snížit koncentraci lipidových hydroperoxidů v aterosklerotických lézích a zmenšit velikost aterosklerotických plátů v aortě. Úbytek Q10 ve stárnoucím srdci společně s nálezem, že Q10 je navíc redukován u četných kardiovaskulárních chorob vedl k hypotéze, že podávání Q10 může být účinné v léčbě kardiologických pacientů. Metaanalýza klinických studií s pacienty se srdečním selháním ukázala signifikantní a klinicky relevantní zlepšení parametrů srdeční funkce, zmírnění dušnosti, lepší výkonnost a zlepšení kvality života. U pacientů s chronickým srdečním selháním došlo také ke snížení počtu dní hospitalizace. Objevují se doporučení používat Q10 jako adjuvantní terapii u pacientů s chronickým srdečním selháním.

### Infarkt myokardu
U pacientů po akutním infarktu myokardu suplementovaných Q10 došlo ke snížení anginy, celkových arytmií a dysfunkce levé komory. Navíc bylo prokázáno signifikantní snížení celkových srdečních příhod. Singh uvádí, že Q10 může mít rychlé protektivní účinky, pokud se podá pacientům během 3 dnů od nástupu symptomů. Kuklinski sledoval pacienty s akutním infarktem myokardu přijatých do 6 hodin po nástupu symptomů. Skupina navíc suplementovaná koenzymem Q10 a selenem zaznamenala sníženou koncentraci CPK a AST během akutní fáze. Žádný suplementovaný pacient neměl prolongaci QT. Nesuplementovaná skupina vykázala u 40% prodloužení QT intervalu více než 440 ms (p< 0.001). Během 1 roku 6 pacientů z kontrolní skupiny zemřelo, avšak ze suplementované skupiny jen 1 pacient (na nekardiální příčiny). Keith referuje o významu podávání Koenzymu Q10 jak před, tak i po infarktu myokardu. Jozífová doporučuje v primární a sekundární prevenci ICHS v rámci režimových opatření suplementovat Q10 současně s n-3 PUFA EPA a DHA. V ČR produkt dostupný jako ProCard. U infarktu myokardu koenzym Q10 pomáhá minimalizovat ischemické poškození srdce zvláště ovlivněním tzv. šedé zóny ischemie. Po proběhlém infarktu pomáhá koenzym Q10 lépe zvládnout rehabilitaci a návrat do běžného života.

### Antioxidační efekt na lipidy a plasmatické lipoproteiny
Q10 inhibuje peroxidaci lipidů v buněčné membráně a také lipoproteinů v cirkulaci, což je důležité v procesu rozvoje aterosklerózy. Q10 kromě toho, že reaguje přímo s peroxidovými radikály, efektivně redukuje alfa-tokoferoxylové radikály zpět na alfa-tokoferol, tím eliminuje potenciálně prooxidativní radikály a regeneruje aktivní formu vitamínu E. Studie ukazují, že v časném stádiu oxidativního procesu je Q10 nejaktivnější antioxidant. Suplementace exogenním Q10 vede k nárůstu obsahu Q10 v cirkulujících lipoproteinech a ke snížení jejich peroxidability.

### Statiny
Bylo prokázáno, že pacienti léčení statiny měli při vyšetřeních snížené hladiny koenzymu Q10. Statiny blokují HMG-CoA-reduktázu (3-hydroxy, 3-metyl glutaryl koenzym A reduktázu), klíčový enzym při endogenní syntéze cholesterolu. Avšak zablokováním syntézy cholesterolu je blokována i endogenní syntéza Q10 využívající týž enzym. Pokles hladin Q10 byl široce demonstrován na pacientech léčených statiny a v plasmě a tkáních laboratorních zvířat.

## Q10 a neurologická onemocnění
Pozitivní výsledky byly publikovány u Parkinsonovy choroby. Suplementace vysokými dávkami Q10 (1200 mg denně) snížila až o 44% projevy úpadku funkce CNS, včetně denních aktivit.

## Q10 a neplodnost mužů
Byla nalezena signifikantní korelace mezi Q10 a počtem spermií v seminální plazmě a inverzní korelace mezi ubichinolem a hladinami hydroperoxidu v seminální plazmě i seminální tekutině. Byl nalezen inverzní vztah mezi poměrem ubichinol/ubichinon a procentem abnormálních spermií. Navíc nízký poměr ubichinol/ubichinon byl prokázán u pacientů s idiopatickou astenozoospermií a astenozoospermií asociovanou s varikokélou v porovnání s kontrolami. Oba nálezy opravňují k myšlence léčit podobné případy exogenním podáním Q10. Efekt Q10 na mobilitu spermií in vitro prokázali Lewin a Lavon.

## Q10 a kůže
Také v kůži s věkem klesá obsah Q10. Stárnutí kůže vede ke tvorbě vrásek a vyšší náchylnosti k poškození zářením. Q10 se ukázal efektivní proti UVA způsobenému oxidativnímu stresu v lidských keratinocytech a v prevenci poškození DNA.

## Doplňky stravy
V současnosti je v ČR velké množství doplňků stravy obsahujících Q10. Dávka v jedné kapsli se běžně pohybuje od 30 mg do 200 mg.